# Giarre
Giarre er en italiensk by (og kommune) i regionen Sicilien i Italien, med omkring 26.510(2023) indbyggere.  